# Golden Nugget Las Vegas

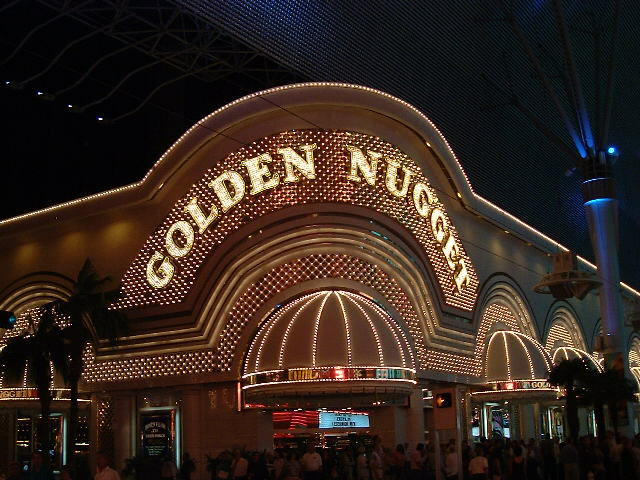
Fachada do hotel-cassino

Golden Nugget Las Vegas é um hotel-cassino localizado na cidade de Las Vegas, Estados Unidos. Atualmente é de propriedade da Landry's Restaurants, que também administra o local. 
É o maior cassino do centro de Las Vegas, com um total de 2 300 quartos e suítes de luxo.